# Cung điện ở Grodziec
Cung điện ở Grodziec (tiếng Ba Lan: Pałac w Grodźcu) là một cung điện được xây dựng trong giai đoạn 1718-1727, nằm ở làng Grodziec, thuộc thị trấn Złotoryja, tỉnh Dolnośląskie, Ba Lan. Công trình kiến trúc này và một công viên xung quanh có tên trong danh sách di tích.

## Lịch sử
Trong giai đoạn 1718-1727, cung điện được khởi công xây dựng bởi Bá tước Johannes von Frankerberg và hoàn thành bởi con trai ông là Otto (người này sau đó vướng vào các vấn đề tài chính và nhanh chóng bị phá sản). Trong giai đoạn 1810-1815, các công trình xây dựng được thực hiện trong cung điện. Sau năm 1945, cung điện được một nông trường nhà nước trưng dụng làm nơi ở cho công nhân, sau đó nó thuộc quyền sở hữu của một số tổ chức khác. Vào năm 2002, việc cải tạo cung điện toàn diện được thực hiện.

## Kiến trúc
Đây là một cung điện hai tầng với một tầng áp mái, được xây bằng đá và gạch trên một mặt phẳng hình móng ngựa. Cung điện có khoảng 60 phòng với những bức tường được phủ lớp sơn chống nắng.Tòa nhà là một phần trong khu phức hợp cung điện, gồm một công viên và một con đường nhỏ với nhiều cây bồ đề có từ thế kỷ 18.